# Адейр (Іллінойс)
Адейр (англ. Adair) — переписна місцевість (CDP) в США, в окрузі Макдоно штату Іллінойс. Населення — 212 особи (2020).

## Географія
Адейр розташований за координатами 40°25′6″ пн. ш. 90°29′51″ зх. д. / 40.41833° пн. ш. 90.49750° зх. д. (40.418307, -90.497373).  За даними Бюро перепису населення США в 2010 році переписна місцевість мала площу 1,11 км², уся площа — суходіл.

## Демографія
Згідно з переписом 2010 року, у переписній місцевості мешкало 210 осіб у 89 домогосподарствах у складі 69 родин. Густота населення становила 189 осіб/км².  Було 96 помешкань (86/км²).
Расовий склад населення:
| - 98,6 % — білих - 1,0 % — корінних американців - 0,5 % — чорних або афроамериканців |

До двох чи більше рас належало 0,0 %. Частка іспаномовних становила 0,5 % від усіх жителів.
За віковим діапазоном населення розподілялося таким чином: 20,5 % — особи молодші 18 років, 55,2 % — особи у віці 18—64 років, 24,3 % — особи у віці 65 років та старші. Медіана віку мешканця становила 47,7 року. На 100 осіб жіночої статі у переписній місцевості припадало 96,3 чоловіків;  на 100 жінок у віці від 18 років та старших — 89,8 чоловіків також старших 18 років.
Цивільне працевлаштоване населення становило 71 осіб. Основні галузі зайнятості: науковці, спеціалісти, менеджери — 43,7 %, виробництво — 25,4 %, роздрібна торгівля — 11,3 %, освіта, охорона здоров'я та соціальна допомога — 11,3 %.